# Província de Gümüşhane
Gümüşhane és una província situada al nord de Turquia, Regió de la Mar Negra. Limita a l'est amb Bayburt, al nord amb Trebisonda i a l'oest amb Giresun i Erzincan. Ocupa una extensió de 6.575 km²; i té una població de 130.976 habitants (2009). El nom Gümüşhane vol dir casa d'argent en turc, atès que la ciutat té una rica història minera (d'argent i bronze) i era la font d'exportacions per a Trebisonda. El nom grec antic de la ciutat era Θήρα; (Thera) que vol dir porta o entrada.

## Geografia
Gümüşhane està envoltada per altes muntanyes, les Zigana-Trebisonda al nord, Çimen al sud, Giresun a l'oest i les Muntanyes Pulur i Soğanlı a l'est. El trekking és un esport molt popular en aquestes muntanyes. El Mont Zigana disposa d'una estació d'esquí i és un lloc turístic ben conegut pels amants dels esports d'hiverns. L'Abdal Musa (3.331 m.) és el cim més alt d'aquest indret. Els arbres principals als boscos són el pi escocès i l'avet, i hi ha molts animals i ocells en l'àrea. També hi trobem força llacs, com ara el Karanlk Göl, Be Göller, Artebel Gölü i Kara Göller que són al cim de Muntanya Gavurdağı, i estan preservats com a parcs naturals. Totes aquestes muntanyes ocupen un 56% de la superfície total de la província de Gümüşhane

## Districtes
La província de Gümüşhane es divideix en 6 districtes:
- Gümüşhane
- Kelkit
- Köse
- Kürtün
- Şiran
- Torul